# Euceriodes wernickei
Euceriodes wernickei är en fjärilsart som beskrevs av Max Wilhelm Karl Draudt 1915. Euceriodes wernickei ingår i släktet Euceriodes och familjen björnspinnare. Inga underarter finns listade i Catalogue of Life.